# ヴィエンサイ
座標: 北緯20度24分19秒 東経104度13分35秒 / 北緯20.40528度 東経104.22639度

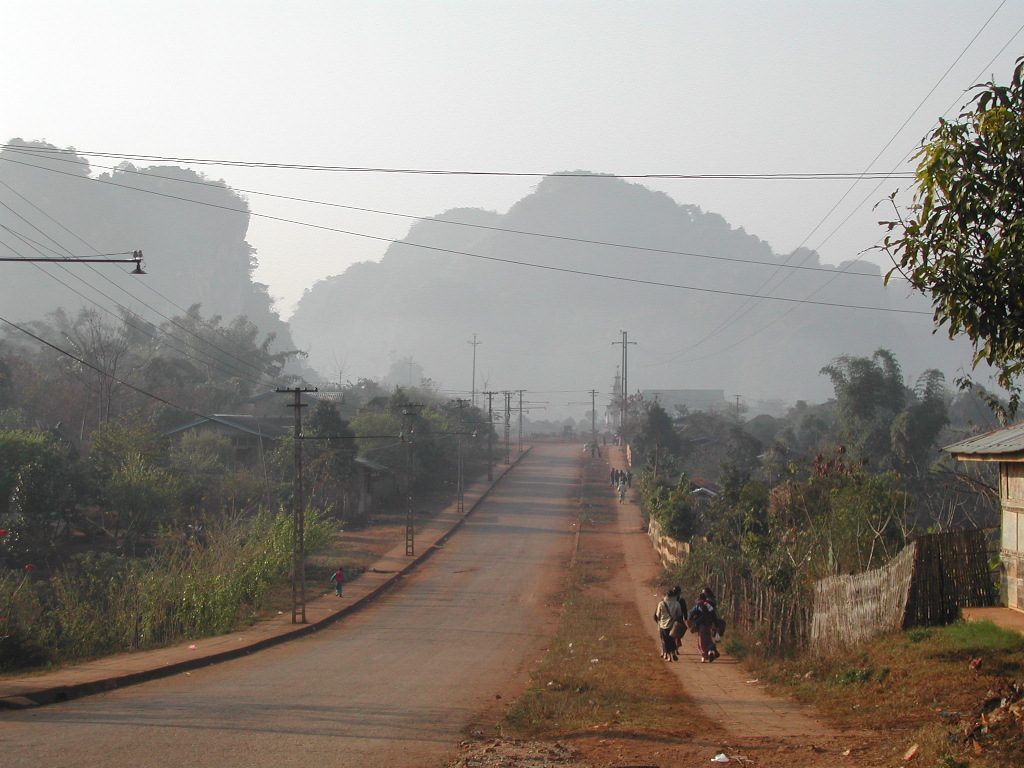
ヴィエンサイの大通り

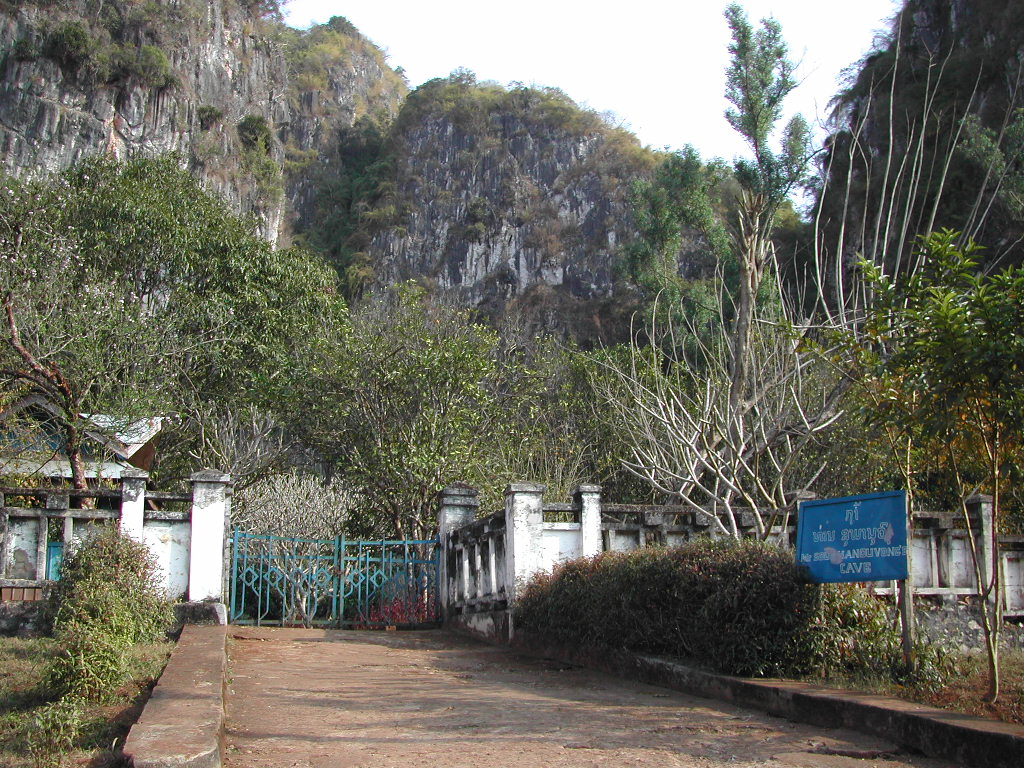
洞穴入口

ヴィエンサイ (ວຽງໄຊ, Vieng Xai) は、ラオス東部に位置する、フアパン県の都市である。人口32,800（2000年）。

## 地理
ヴィエンサイは、県庁所在地サムヌアから29km離れる。そこには谷があり、絵のような石灰岩の山や谷が見られる。